# Monaeses habamatinikus
Monaeses habamatinikus là một loài nhện trong họ Thomisidae.
Loài này thuộc chi Monaeses. Monaeses habamatinikus được Alberto Barrion & James A. Litsinger miêu tả năm 1995.